# Шаньнань
Шаньнань (кит. упр. 山南, пиньинь Shānnán, букв. «К югу от гор») или Лхокха (тиб. ལྷོ་ཁ་ས་ཁུལ་) — городской округ в Тибетском автономном районе КНР. Некоторые территории, которые Китай рассматривает как часть этого округа, контролируются Индией и входят в состав штата Аруначал-Прадеш.

## География
Городской округ вытянут с северо-запада на юго-восток вдоль долины реки Ярлунг-цампо. Уезды Гонггар, Лхюндзе, Лходжаг и Нагардзе расположены в Гималаях, остальные — в долине реки Ярлунг-цампо.

## История
В 1252 году в Тибет вторглись монголы, представлявшие империю Юань, и впервые в истории объединили племена долины Ярлунг-цампо в единый административный регион. В 1322 году Чанчуджанчун основал династию Недонг, которая господствовала в регионе Лхокха вплоть до XX века.
Синьхайская революция в Китае в 1911 году изменила баланс сил в регионе, и Великобритания решила использовать ситуацию в своих интересах. В 1913 году Великобритания собрала конференцию в Шимле для обсуждения вопросов, связанных с Тибетом. На этой конференции представлявший Британскую Индию Мак-Магон выдвинул свои предложения по разделу Тибета на «внешнюю» (подконтрольную Китаю) и «внутреннюю» (автономную) области, и по проведению новой границы между Тибетом и Британской Индией. Представитель Китая отказался подписывать Симлскую конвенцию, и соглашение о границе было заключено только между Британской Индией и Тибетом (провозгласившим свою независимость от Пекина). Нуждаясь в международной поддержке, новообразованное тибетское правительство согласилось на то, чтобы границей стала «Линия Мак-Магона», прошедшая севернее прежней границы. Раздираемый гражданской войной Китай не имел возможности ни восстановить свою власть в Лхасе, ни — тем более — военным путём отстоять свои права на отторгнутую от Тибета территорию.
В 1950 году китайская армия вошла в Тибет. Образованная в 1947 году Индия в 1950 году официально заявила Китайской Народной Республике, что считает линию Мак-Магона действующей границей. Китай считал Симлскую конвенцию неравным договором, в одностороннем порядке навязанным Великобританией, и поэтому полагал, что Индия не имеет никаких прав на Южный Тибет.
В 1960 году китайскими властями в регионе Лхокха был образован Специальный район Шаньнань (山南专区), состоявший из 12 уездов. В 1962 году регион стал ареной китайско-индийского пограничного конфликта. В 1964 году из состава Специального района Гьянгдзе (江孜专区) в Специальный район Шаньнань были переданы уезды Далонг и Нагардзе; уезд Далонг при этом был присоединён к уезду Нагардзе, и в составе Специального района Шаньнань стало 13 уездов. В 1970 году Специальный район Шаньнань был переименован в Округ Шаньнань.
В 1972 году Индия создала на своей части Южного Тибета союзную территорию Аруначал-Прадеш. В 1986 году союзная территория была преобразована в штат Аруначал-Прадеш, что вызвало протесты со стороны КНР. В 1987 году здесь произошёл пограничный конфликт, однако стороны договорились о «замораживании» ситуации.
В 2016 году округ Шаньнань был преобразован в городской округ; бывший уезд Недонг стал районом городского подчинения.

## Административно-территориальное деление
Городской округ Шаньнань делится на 1 район городского подчинения и 11 уездов:
| Карта | Карта  | Карта    | Карта     | Карта         | Карта       | Карта                 | Карта            | Карта         | Карта                      |
| ----- | ------ | -------- | --------- | ------------- | ----------- | --------------------- | ---------------- | ------------- | -------------------------- |
|       |        |          |           |               |             |                       |                  |               |                            |
| #     | Статус | Название | Иероглифы | Пиньинь       | Тибетский   | Вайли                 | Население (2003) | Площадь (км²) | Плотность населения (/км²) |
| 1     | Район  | Недонг   | 乃东区    | Nǎidōng qū    | སྣེ་གདོང་རྫོང་   | sne gdong rdzong      | 60 000           | 2211          | 46                         |
| 2     | Уезд   | Джананг  | 扎囊县    | Zhānáng xiàn  | གྲ་ནང་རྫོང་    | gra nang rdzong       | 40 000           | 2157          | 19                         |
| 3     | Уезд   | Гонггар  | 贡嘎县    | Gònggā xiàn   | གོང་དཀར་རྫོང་  | gong dkar rdzong      | 50 000           | 2283          | 21                         |
| 4     | Уезд   | Сангри   | 桑日县    | Sāngrì xiàn   | ཟངས་རི་རྫོང་   | angs ri rdzong        | 20 000           | 2634          | 8                          |
| 5     | Уезд   | Чонггьэ  | 琼结县    | Qióngjié xiàn | འཕྱོངས་རྒྱས་རྫོང་ | 'phyongs rgyas rdzong | 20 000           | 1030          | 19                         |
| 6     | Уезд   | Чусум    | 曲松县    | Qūsōng xiàn   | ཆུ་གསུམ་རྫོང་   | chu gsum rdzong       | 20 000           | 1936          | 10                         |
| 7     | Уезд   | Цомэ     | 措美县    | Cuòměi xiàn   | མཚོ་སྨད་རྫོང་   | mtsho smad rdzong     | 10 000           | 4530          | 2                          |
| 8     | Уезд   | Лходжаг  | 洛扎县    | Luòzhā xiàn   | ལྷོ་བྲག་རྫོང་    | lho brag rdzong       | 20 000           | 5570          | 4                          |
| 9     | Уезд   | Гьяца    | 加查县    | Jiāchá xiàn   | རྒྱ་ཚ་རྫོང་     | rgya tsha rdzong      | 20 000           | 4493          | 5                          |
| 10    | Уезд   | Лхюндзе  | 隆子县    | Lóngzǐ xiàn   | ལྷུན་རྩེ་རྫོང་    | lhun rtse rdzong      | 30 000           | 9809          | 3                          |
| 11    | Уезд   | Цона     | 错那县    | Cuònà xiàn    | མཚོ་སྣ་རྫོང་    | mtsho sna rdzong      | 10 000           | 34 979        | 0                          |
| 12    | Уезд   | Нагардзе | 浪卡子县  | Làngkǎzǐ xiàn | སྣ་དཀར་རྩེ་རྫོང་ | sna dkar rtse rdzong  | 30 000           | 8109          | 5                          |

## Экономика
В 2021 году валовой региональный продукт городского округа Шаньнань составил 23,727 млрд юаней, что на 16,42 млрд юаней больше, чем в 2012 году. Реальные располагаемые доходы на душу населения городских и сельских жителей достигли 43 100 юаней и 18 435 юаней соответственно, увеличившись на 26 063 юаня и 12 379 юаней соответственно по сравнению с 2012 годом.
В округе строится индустриальный парк в сфере водородной энергетики (производство высокочистого водорода и кислорода).

## Транспорт
В декабре 2024 года открылось 47-километровое четырехполосное скоростное шоссе Xizang S5 (Лхаса — Шаньнань); на мосты и тоннели вдоль маршрута приходится 65 % длины.

## Достопримечательности
- Природный заповедник вокруг озера Ямджо-Юмцо[5]